# فالدا ليك
فالدا ليك (بالإنجليزية: Valda Lake)‏ مواليد 11 أكتوبر 1968 في ديفون، المملكة المتحدة، هي لاعبة كرة مضرب إنجليزية سابقة بدأت مسيرتها كمحترفة سنة 1983، اعتزلت اللعب في 1997 . أعلى تصنيف لها في الفردي كان 172. أعلى تصنيف لها في الزوجي كان 56. سبق أن شاركت في دورة الألعاب الأولمبية الصيفية.

## روابط خارجية
- فالدا ليك على موقع رابطة محترفات التنس (الإنجليزية)
- فالدا ليك على موقع الاتحاد الدولي لكرة المضرب (الإنجليزية)
- فالدا ليك على موقع كأس بيلي جين كينغ (الإنجليزية)
- فالدا ليك على موقع خلاصة التنس.كوم (الإنجليزية)
- فالدا ليك على موقع أوليمبيديا (الإنجليزية)
- فالدا ليك على موقع اللجنة الأولمبية البريطانية (الإنجليزية)